# Christine Sutton
Christine Sutton é uma física britânica associada ao grupo de física de partículas do Departamento de Física da Universidade de Oxford.
Ela foi a colaboradora mais prolífica para a edição de 2007 da Encyclopædia Britannica, com 24 artigos referentes a sua especialidade, sendo 22 para a Micropædia e dois para a Macropædia. Isto significa que ela escreveu nove artigos a mais que o segundo contribuidor em número de artigos, J. Gordon Melton, que escreveu 15 artigos no total.
Ela também é ativa no ensino da física, e desenvolveu diversos programas inovadores sobre introdução à física quântica. É autora de três livros: Spaceship Neutrino, The Particle Connection e The Particle Explosion, este último em conjunto com Frank Close e Michael Marten.